# 森谷敏紀
森谷 敏紀（もりや としのり）は、日本の作曲家、編曲家。スマイルカンパニー所属。

## 作品

### アーティスト
ELISA
- Invisible Message（作曲）- 「Invisible Message (ELISAの曲)」収録（2011年）
  - 劇場版ハヤテのごとく!HEAVEN IS A PLACE ON EARTH 挿入歌

スフィア
- Hello, my love（作曲/編曲） - 『HIGH POWERED』収録（2011年）

Lil'B
- わがままは言えない（編曲） - 『Everybody Say Peace』収録（2011年）
- Poker face（編曲） - 『Everybody Say Peace』収録（2011年）

笹本玲奈
- 星から降る金（編曲） - 『Magnifique』収録（2013年）
- オン・マイ・オウン（編曲） - 『Magnifique』収録（2013年）

BOYFRIEND
- やめないでSummer（編曲）- 「ISEVENTH COLOR」収録（2014年）
- Time -YoungMin solo-（編曲）- 「ISEVENTH COLOR」収録（2014年）

SKE48
- 猫の尻尾がピンと立ってるように･･･ feat. Bose (スチャダラパー) (Team S)（編曲）- 「未来とは?」収録（2014年）

### キャラクターソング
『黒子のバスケ』
- コートの上でこれからも（編曲） - 「TVアニメ「黒子のバスケ」キャラクターソング DUET SERIES VOL. 6」収録（2014年）

黒子テツヤ(CV.小野賢章)&緑間真太郎(CV.小野大輔)
- ボクノオモイ（編曲） - 『TVアニメ 黒子のバスケ SOLO MINI ALBUM Vol.1』収録（2014年）

黒子テツヤ(CV.小野賢章)
『ラブライブ!』
- もしもからきっと（編曲） - 『ラブライブ! 2nd Season 5 (特装限定) [Blu-ray]』収録（2014年）

東條希(CV.楠田亜衣奈)
『アイドルマスターシリーズ』
- オレンジの空の下（編曲） - 『「THE IDOLM@STER LIVE THE@TER PERFORMANCE 03」』収録（2013年）

豊川風花 (CV.末柄里恵)
『ニセコイ』
- リカバーデコレーション（編曲） - 『ニセコイ 2（完全生産限定版）』『NISEKOI BEST SONGS』収録（2014年）
- ホワイトギフト（編曲） - 「ホワイトギフト」『NISEKOI BEST SONGS』収録（2014年）

小野寺小咲 (CV.花澤香菜)
『ツバサ・クロニクル』
- キズナ（作曲） - 『「ツバサ・クロニクル」ドラマ&キャラソン アルバム「王宮のマチネ」Chapter.2~ありえないゴール~』収録（2006年）

イチヒメ (CV.入野自由)
『ノブナガ・ザ・フール』
- OATH FOR MY DEARS（編曲） - 『ノブナガ・ザ・フール キャラクターソング Vol.4』収録（2014年）

イチヒメ (CV.茅原実里)
『バクマン。』
- 夜明け寸前のシンフォニー（編曲）

聖ビジュアル女学院合唱部（starring 早見沙織と聖美女隊）
『金色のコルダ Blue♪Sky』
- Andante （編曲）

『とある科学の超電磁砲S』- 『Grow Slowly (通常盤)』収録（2013年）
- stand still （編曲）

井口裕香
『あそびにいくヨ!』
- 君色*コンプリート（編曲） - 『心の窓辺にて』収録（2010年）

双葉アオイ (CV.花澤香菜)
『遙かなる時空の中で3』
- 雷に捧ぐ（編曲） - 『「遙かなる時空の中で 10周年記念 Vol.2 藤原泰衡」』収録（2010年）

藤原泰衡 (CV.鳥海浩輔)